# Косабаев, Жакан
Жакан Косабаев (каз. Жақан Қосабаев, 12 января 1941, с. Станция, Джангельдинский район, Тургайская область, КазССР - 8 декабря 2007) — советский и казахстанский государственный деятель. 

## Биография
Косабаев Жакан родился 12 января 1941 года в селе Станция Джангельдинского района Тургайской области. По национальности казах.

### Образование
В 1949–1953 годах окончил четыре класса начальной школы в колхозе Октябрьский, в 1953–1955 годах обучался в 5–6 классах Кировской средней школы, затем в 1955–1959 годах окончил Тургайскую казахскую среднюю школу имени Ы. Алтынсарина в районном центре.
В 1965 году окончил Челябинский институт механизации и электрификации сельского хозяйства по специальности инженер-механик.
В 1985 году окончил Алма-Атинскую высшую партийную школу.

### Трудовая деятельность
Трудовую деятельность начал в 1958 году трактористом в колхозе «Тургайский».
После окончания института в 1965 году работал преподавателем профессионального технического училища.
В 1966 году решением районного органа управления Ж. Косабаев был назначен заведующим автогаражем совхоза «Южный», а спустя полгода — главным инженером. В июне 1967 года райком партии избрал его вторым секретарём Джангельдинского районного комитета комсомола.
В 1968–1973 годах Жакан Косабаев работал начальником цеха, затем начальником отдела в управлении треста «Костанайсельстрой».
В 1974–1975 годах занимал должности инструктора и заведующего сектором Джангельдинского районного комитета партии.
В 1976–1977 годах был секретарём парткома в совхозе «Кызбельский».
В 1978–1981 годах — директор совхоза «Албарбогет».
В июне 1981 года Жакан Косабаев был избран председателем исполкома Джангельдинского районного Совета народных депутатов.
С января 1986 года по 22 мая 1987 года он возглавлял Тургайское областное управление местной промышленности.
22 мая 1987 года на внеочередном организационном пленуме Джангельдинского райкома партии Жакан Косабаев был избран первым секретарём райкома.
2 февраля 1992 года решением акима области С. Кулагина Жакан Косабаев назначен акимом Джангельдинского района.
1 декабря 1992 года решением акима области назначен начальником Тургайского областного управления сельского хозяйства.
15 июня 1992 года назначен первым заместителем главы областной администрации Тургайской области.
22 июня 1993 года Указом Президента Республики Казахстан назначен главой Тургайской областной администрации. В этой должности работал до 5 октября 1995 года. В период руководства уделял внимание развитию социальной и сельскохозяйственной инфраструктуры, строительству жилых домов, учреждений образования и культуры, спортивных объектов, в том числе стадиона «Топжарған».
После отставки занимал должности начальника управления механизации и материального снабжения Министерства сельского хозяйства РК.
В 1998-2001 годы работал директором ТОО «Жакия», председателем ТОО «Титов» Аркалыкского района. Затем работал руководителем отдела специалистов Государственного предприятия «Казахавтодор» в Костанайской области
Скончался 8 декабря 2007 года в возрасте 67 лет.

## Общественная деятельность
Кандидат в депутаты Мажилиса Парламента РК 2-го созыва (1999).

## Семья
Женат. Супруга — Джоламанова Раушан Лаиковна, врач-педиатр. В семье трое детей — Шалкар (1971 г.р.), Дана (1969 г.р.), Мархабат (1974 г.р.) и трое внуков.